# Alejandro Macaulay
Alejandro Macaulay (York, 1787-San Juan de Pasto, 26 de enero de 1813) fue un militar estadounidense que participó en la Guerra de Independencia de Colombia. Murió fusilado en Pasto el 26 de enero de 1813.

## Biografía

### Orígenes
Alejandro Macaulay nació en York, Virginia, Estados Unidos. Era hijo de un próspero comerciante de Yorktown. Luego de realizar estudios en medicina, convirtiéndose en cirujano al unirse al ejército estadounidense en 1806, sirviendo en unidades en Pensilvania, Territorio de Orleans y Virginia. En mayo de 1811 intentó ascender a un puesto de oficial pero la comisión militar lo rechazó, luego viajó a Europa en 1811. Durante su estancia en Cádiz conoció y se enamoró de Claudina, hija de Toribio Montes, viviendo en el hotel Americano, cerca del palacio de la familia Montes, embarcándose junto a ella y su padre con destino a Cartagena de Indias. Al llegar a Maracaibo, Toribio Montes obligó a Macaulay a desembarcar en dicha provincia con el fin de alejarlo de su hija. Tras esta situación, Macaulay emprendió viaje a Quito con el fin de encontrarse de nuevo con Claudina. Recorrió las provincias de Pamplona y Tunja hasta llegar a Cundinamarca, de donde fue expulsado por Antonio Nariño, quien creía que este era un espía.

### Guerra de Independencia
En abril de 1812 Macaulay viajaba en dirección a Quito cuando llegó a Popayán, la cual se encontraba bajo ataque de un ejército realista de pastusos y patianos. Macaulay ante la situación de la ciudad, ofreció sus servicios en la planificación de la defensa de Popayán, y planeó un ataque sorpresa el 27 de abril contra el campamento patiano en las afueras de la ciudad, logrando así que los pastusos y patianos abandonaran la ciudad, esta batalla es conocida como la Batalla de La Ladera. Tras el retiro de las tropas pastusas, Macaulay fue nombrado como jefe superior de la defensa militar de la ciudad, y junto a José María Cabal marchó días después a tomar la ciudad de Pasto y auxiliar al presidente de la junta Joaquín de Cayzedo. En medio de las escaramuzas que enfrentaron camino a Pasto, y ante la noticia de la retoma de Popayán por parte de ejércitos realistas, regresaron a la ciudad y esperaran la llegada de refuerzos desde Santa Fe. El 6 de julio de 1812 a Macaulay se le dio el grado de coronel y fue nombrado comandante de una tropa expedicionaria dirigida a tomar la ciudad de Pasto y liberar a Cayzedo. 
Tras derrotar a pequeños ejércitos realistas en el camino, Macaulay acampó en las afueras de Pasto y comunicó sus intenciones beligerantes. Seguido, una representación pastusa llegó a acordar los términos de un convenio. Se acordó liberar a Cayzedo y los trescientos sesenta soldados prisioneros, los cuales regresarían de inmediato a Popayán, la ciudad de Pasto no sería atacada y se restablecería el comercio mutuo. El 26 de julio los pastusos liberaron los prisioneros como fue acordado. Macaulay informó del convenio a la junta y espero su resolución. Luego de enterarse de las tropas patriotas provenientes de Quito, planteó unirse a estas y someter la ciudad de Pasto. El 12 de agosto, Macaulay marcha al Guáitara para encontrarse con las tropas quiteñas. Al día siguiente es interceptado y enfrentado por tropas pastusas, tras el incidente, Cayzedo acuerda de nuevo volver a Popayán. De regreso son enfrentados en Catambuco por un grupo de indios que quisieron apoderarse de sus provisiones, lo que llevó a un enfrentamiento en el que las tropas pastusas apresaron a Cayzedo y a los soldados, pues consideraban que se había incumplido el convenio. Macaulay escapó y fue capturado dos días después en Buesaco. Fue llevado a Pasto junto a Joaquín de Cayzedo y otros soldados prisioneros. Entre las pertenencias de Macaulay se hallaron cartas en las que se hablaba de tomar la ciudad de Pasto, lo que provocó la ira de las pastusos y su decisión de enviar todos los prisioneros a calabozos. El 12 de diciembre de 1812 Cayzedo y Macaulay fueron condenados a ser pasados por armas por orden de Toribio Montes, presidente de la Real Audiencia de Quito.

### Muerte
El 26 de enero de 1813 fue fusilado junto a Cayzedo y dieciséis de sus soldados. Después de su ejecución, Claudina, quien ya padecía una enfermedad, murió de melancolía poco después.